# Gamaliel II
Rabban Gamaliel II (também escrito Gamliel; em hebraico:  רבן גמליאל דיבנה) era um rabino da segunda geração Tanaíta. Foi a primeira pessoa a liderar o Sinédrio como nasi depois da queda do Segundo Templo em 70 d.C.
Era filho de Simão bem Gamaliel, um dos principais homens de Jerusalém na guerra contra os romanos  e neto de Gamaliel I. Para distingui-lo deste último, também é chamado de Gamaliel de Yavne.